# 三ツ矢先生の計画的な餌付け。
『三ツ矢先生の計画的な餌付け。』（みつやせんせいのけいかくてきなえづけ）は、松本あやかによる日本の漫画作品。ウェブコミック配信サイト「マンガよもんが」（ぶんか社）にて2020年11月29日より連載中。
2024年7月より、毎日放送にてテレビドラマが放送された。

## 書誌情報
- 松本あやか 『三ツ矢先生の計画的な餌付け。』 ぶんか社〈ぶんか社コミックス〉、既刊2巻（2024年1月17日現在）
  1. 2024年1月17日発売[3]、ISBN 978-4-8211-5767-9
  2. 2024年1月17日発売[4]、ISBN 978-4-8211-5768-6

## テレビドラマ
2024年7月26日（25日深夜）から9月6日（5日深夜）まで毎日放送の「ドラマフィル」枠で放送された。主演は山崎まさよしと酒井大成。

### キャスト

#### 主要人物
三ツ矢歩
演 - 山崎まさよし

石田友也
演 - 酒井大成

#### 周辺人物
野口薫
演 - 丸山智己

シゲ
演 - 宇野祥平

藤堂ゆり子
演 - 川面千晶

相沢千翔
演 - 三原羽衣

ゆぴ
演 - 今森茉耶

冬島
演 - 小南光司

カメラマン
演 - 杏子

### スタッフ
- 原作 - 松本あやか『三ツ矢先生の計画的な餌付け。』（ぶんか社刊）[2]
- 監督 - 野尻克己[2]
- 脚本 - 吉川菜美[2]
- 音楽 - 原田智英[2]
- オープニング主題歌 - 山崎まさよし「フリト」（EMI Records）[6]
- エンディング主題歌 - 泡く、脆く。「めをみて feat.千鎖 from ミセカイ」（FAVES）[6]
- 制作プロダクション - レプロエンタテインメント[2]
- 製作 - 「三ツ矢先生の計画的な餌付け。」製作委員会、毎日放送[2]

### 放送日程
| 話数   | 放送日  |
| ------ | ------- |
| 第1話  | 7月26日 |
| 第2話  | 8月02日 |
| 第3話  | 8月09日 |
| 第4話  | 8月16日 |
| 第5話  | 8月23日 |
| 第6話  | 8月30日 |
| 最終話 | 9月06日 |

### 放送局
| 放送期間                | 放送時間                     | 放送局       | 対象地域   | 備考           |
| ----------------------- | ---------------------------- | ------------ | ---------- | -------------- |
| 2024年7月26日 - 9月6日  | 金曜 1:00 - 1:30（木曜深夜） | テレビ神奈川 | 神奈川県   | 29分先行放送。 |
|                         | 金曜 1:29 - 1:59（木曜深夜） | 毎日放送     | 近畿広域圏 | 製作局         |
| 2024年7月30日 - 9月10日 | 火曜 0:00 - 0:30（月曜深夜） | テレビ埼玉   | 埼玉県     |                |
| 2024年7月31日 - 9月11日 | 水曜 0:30 - 1:00（火曜深夜） | 群馬テレビ   | 群馬県     |                |
| 2024年8月1日 - 9月12日  | 木曜 1:00 - 1:30（水曜深夜） | とちぎテレビ | 栃木県     |                |
|                         | 木曜 23:00 - 23:30           | 千葉テレビ   | 千葉県     |                |

| 毎日放送 ドラマフィル                | 毎日放送 ドラマフィル        | 毎日放送 ドラマフィル               |
| 前番組                               | 番組名                       | 次番組                              |
| ------------------------------------ | ---------------------------- | ----------------------------------- |
| ビジネス婚-好きになったら離婚します- | 三ツ矢先生の計画的な餌付け。 | スメルズ ライク グリーン スピリット |